# Orgyia canifascia
Orgyia canifascia är en fjärilsart som beskrevs av Walker 1865. Orgyia canifascia ingår i släktet fjädertofsspinnare, och familjen tofsspinnare. Inga underarter finns listade i Catalogue of Life.